# Нагоряны (Черновицкая область)
Нагоряны (укр. Нагоряни) — село в Кельменецкой поселковой общине Днестровского района Черновицкой области Украины.
До 2020 года входило в Кельменецкий район
Население по переписи 2001 года составляло 502 человека. Почтовый индекс — 60114. Телефонный код — 3732. Код КОАТУУ — 7322083202.